# Zamulona Dziura
Zamulona Dziura – jaskinia w Dolinie Kościeliskiej w Tatrach Zachodnich. Wejście do niej znajduje się u podnóża Raptawickiej Turni, na wysokości 1050 metrów n.p.m. Jaskinia jest pozioma, a jej długość wynosi 6 metrów.

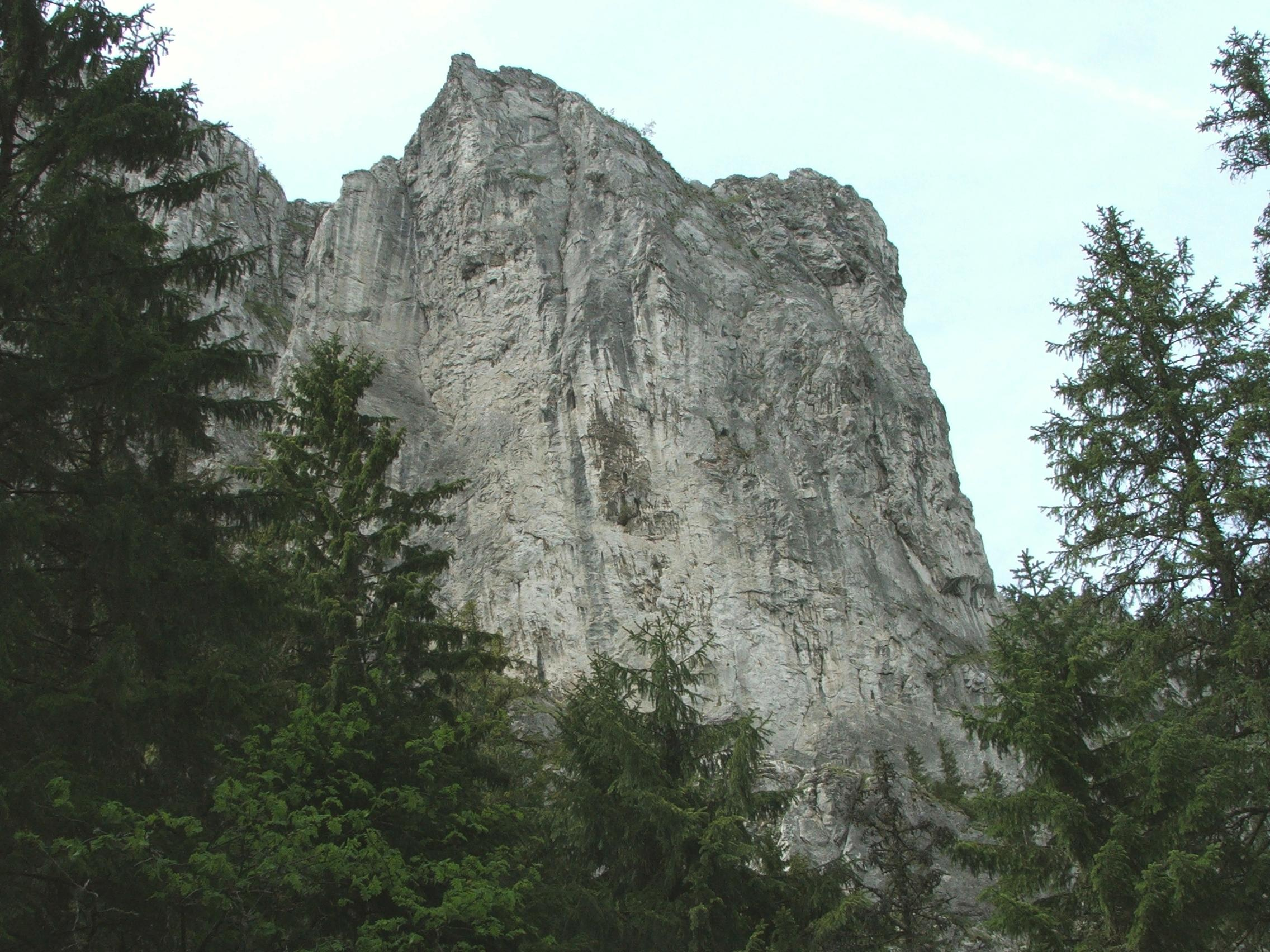
Raptawicka Turnia

## Opis jaskini
Jaskinię stanowi niewielka sala zaczynająca się za małym otworem wejściowym. Na lewo odchodzi z niej ciasny, owalny korytarzyk zakończony namuliskiem.

## Przyroda
W jaskini brak jest nacieków. Ściany są suche, w sali rosną na nich porosty.

## Historia odkryć
Jaskinia była znana od dawna. Jej pierwszy plan i opis sporządził M. Burkacki przy pomocy I. Luty i A. Oleckiej w 1977 roku.